# Matinera de Temminck
La matinera de Temminck (Pellorneum pyrrogenys) és un ocell de la família dels pel·lorneids (Pellorneidae).

## Hàbitat i distribució
Habita els boscos de les muntanyes del nord de Borneo i Java.